# Чашники
Чашники (на беларуски: Чашнікі; на руски: Чашники) е град в Беларус, административен център на Чашникски район, Витебска област. Населението на града е 8817 души (по приблизителна оценка от 1 януари 2018 г.).

## История
За пръв път селището се упоменава през 1504 година, през 1966 година получава статут на град.